# Ringkøbing-Skjern község
Ringkøbing-Skjern község (dánul: Ringkøbing-Skjern Kommune) Dánia 98 községének (kommune, helyi önkormányzattal rendelkező közigazgatási egység) egyike. A Midtjylland régióban található. Ringkøbing-Skjern község Varde, Billund, Herning és Holstebro községekkel határos. Lakosainak száma 57 139 fő (2016).